# Bestellung (Amt)
Die Bestellung ist im Gesellschaftsrecht und in der Organisationslehre die Ernennung von Organwaltern. Gegensatz ist die Abberufung.
Als Organwalter gelten im Organisationsrecht natürliche Personen, welche die von der Rechtsordnung vorgesehenen Aufgaben und Funktionen eines Organs einer Gesellschaft ausüben. Anstalten und Körperschaften des öffentlichen Rechts sind zwar keine Gesellschaften, doch gehören sie zu den Personenvereinigungen, bei denen Organwalter tätig sind. 
Eine natürliche Person kann nur durch Bestellung zum Organwalter werden. Die Bestellung ist ein einseitiges empfangsbedürftiges Rechtsgeschäft zwischen dem zu bestellenden Organwalter und dem bestellenden Rechtssubjekt. Sie bedarf zu ihrer Rechtswirksamkeit der Annahme des angetragenen Amtes durch die berufene Person. Dabei ist zwischen dem Bestellungsbeschluss als organschaftlichem Akt und der rechtsgeschäftlichen Bestellungserklärung gegenüber dem Bestellten als Grundlage des Anstellungsvertrags zu unterscheiden. Der von der Bestellung zu trennende Anstellungsvertrag ist ein Dienstvertrag nach § 611 BGB mit arbeitsrechtlichem Hintergrund, während die Bestellung gesellschaftsrechtlich einzuordnen ist.

## Arten
Die Rechtsnormen für die Bestellung von Organwaltern für die einzelnen Rechtsformen unterscheiden sich teilweise erheblich voneinander.

### Gesellschaften
Der Verein darf ins Vereinsregister erst eingetragen werden, wenn unter anderem die Bestellung des Vereinsvorstands erfolgt ist (§§ 26, § 59 BGB). Die jederzeit widerrufliche Bestellung des Vereinsvorstands erfolgt durch Beschluss der Mitgliederversammlung (§ 27 Abs. 1 BGB).
Die Geschäftsführung von Personengesellschaften obliegt kraft Gesetzes ausschließlich den persönlich haftenden Gesellschaftern (OHG: § 114 Abs. 1 HGB, KG: § 164). Deren Bestellung ist daher gesetzlich vorgegeben, was nicht abdingbar ist.  
Bei der Aktiengesellschaft (AG) wird der Vorstand durch den Aufsichtsrat bestellt (§ 84 Abs. 1 AktG). Die Mitglieder des Aufsichtsrats wiederum werden von der Hauptversammlung gewählt, soweit sie nicht Arbeitnehmervertreter sind (§ 101 Abs. 1 AktG). Nach § 30 Abs. 1 AktG ist der erste Aufsichtsrat bei der Unternehmensgründung durch die Gründer zu bestellen, was der notariellen Beurkundung bedarf. 
Bei der GmbH wird die Begründung des Organverhältnisses zwischen dem Geschäftsführer und der Gesellschaft durch dessen Bestellung verwirklicht. Die Geschäftsführer werden im Gegensatz zur AG durch den Gesellschaftsvertrag (§ 6 Abs. 3 GmbHG) oder von der Gesellschafterversammlung bestellt (§ 46 Nr. 5 GmbHG). 
Der Abschlussprüfer des Jahresabschlusses wird gemäß § 318 Abs. 1 HGB von den Gesellschaftern gewählt, also durch die Hauptversammlung (Aktionäre), Gesellschafterversammlung oder Mitgliederversammlung.
Die Wohnungseigentümerversammlung bestellt gemäß § 26 WEG die Wohnungseigentumsverwaltung mit Mehrheit der Stimmen.

### Bestellung im öffentlichen Recht
Die Organe der Anstalten und Körperschaften des öffentlichen Rechts werden ebenfalls durch Bestellung besetzt. Die Bestellung dient hier als Verfahren für die Besetzung öffentlicher Ämter oder Funktionen. Somit kann von außen Einfluss auf die Selbstverwaltung genommen werden. Das gilt für die Führungsorgane (Vorstand, Geschäftsführung, Präsidium, Hauptgeschäftsführer) und Kontrollorgane (Verwaltungsrat, Aufsichtsrat, Beirat). Die Bestellung wird in deren Satzungen oder durch spezielle Rechtsnormen geregelt und kann hier Teil der Laufbahn im öffentlichen Dienst sein. Amtsträger ist, wer für ein öffentliches Amt bestellt ist; Richter ist, wer bestellt ist, ein öffentliches Richteramt auszuüben.
Beispiele für Bestellung bei Körperschaften des öffentlichen Rechts:
- Bestellung des Rektors von Hochschulen gemäß § 82 SächsHSFG,
- Bestellung zum Notar gemäß § 1 Bundesnotarordnung (BNotO) oder
- Bestellung zum Steuerberater gemäß §§ 40 ff. Steuerberatungsgesetz (StBerG).

Die öffentliche Bestellung gemäß § 36 Abs. 1 GewO ist keine Berufszulassung, sondern die Anerkennung einer besonderen Sachkunde auf einem bestimmten Sachgebiet, die dem Gutachten eines vereidigten Sachverständigen einen erhöhten Wert verleiht. Sie dient ausschließlich dem Zweck, Behörden, Gerichten und privaten Auftraggebern durch die Industrie- und Handelskammer überprüfte Gutachter zur Verfügung zu stellen.
Gemäß § 41 Abs. 1q GemO NRW ist der Gemeinderat für die Bestellung und Abberufung der Leitung und der Prüfer der örtlichen Rechnungsprüfung zuständig.

### Bestellung in anderen Organisationen
Auch in anderen Organen und Organisationen (z. B. zur Arbeitssicherheit in Betrieben) werden bestimmte Funktionen durch Bestellung besetzt:
Beispiele für Bestellung bei anderen Institutionen oder zu anderen Zwecken:
- Bestellung zum Betriebsarzt, zur Fachkraft für Arbeitssicherheit oder zum Sicherheitsbeauftragten gemäß Arbeitssicherheitsgesetz,
- Bestellung zum Strahlenschutzbeauftragten gemäß Strahlenschutzverordnung oder Röntgenverordnung,
- Bestellung zum Brandschutzbeauftragten, zum Datenschutzbeauftragten, zur Gleichstellungsbeauftragten oder
- Bestellung eines Sachverständigen, eines Vormunds, eines Betreuers, eines Schiedsrichters im Rechtswesen.

Die Bestellung als solche genügt jedoch nicht, um die mit der Bestellung verbundene Funktion auch wahrnehmen zu dürfen.

## Folgen der Bestellung
Die Bestellung geschieht durch Vorschlag einer oder mehrerer Personen, die anschließend durch das zuständige Organ gewählt werden. Erst mit ihrer Wahl und der Annahme des (positiven) Wahlergebnisses durch die bestellte Person ist die Bestellung rechtskräftig. Nur selten ist die Bestellung ein einseitiger Rechtsakt, der weder einer Wahl noch einer Zustimmung Dritter bedarf (etwa bei Bestellungen von Amts wegen wie beim Vertreter im Verwaltungsverfahren nach § 1913 BGB). Führt die rechtswirksame Bestellung zu einem Arbeitsverhältnis (nur bei Vorstand, Geschäftsführung), ist ein Arbeitsvertrag (Dienstvertrag) mit der bestellten Person zu schließen, der ihre Aufgaben konkretisiert. Während die Bestellung zeitlich vor dem Abschluss des Arbeits- oder Dienstvertrags stattzufinden hat, liefert die Abberufung den Kündigungsgrund für den Arbeits- oder Dienstvertrag.

## Abgrenzung
Die Bestellung bildet den Teil einer Ernennung oder einer Berufung, ist aber mit diesen nicht zu verwechseln.